# Aymericus Giliani
Aymericus Giliani (Piacenza, Itália - Bolonha, 19 de agosto de 1327) foi um frade dominicano italiano, e o 12.º Mestre Geral da sua Ordem.

## Vida
Após entrar na Ordem dos Pregadores, na província da Lombardia, foi enviado (em 1262) para completar os seus estudos em Milão onde se tornou companheiro e amigo de Niccolo Boccasini, que mais tarde veio a ser eleito papa sob o o nome de Bento XI. Ensinou teologia e filosofia durante 24 anos, após o que foi eleito Provincial da Grécia. Nessa qualidade, viajou até Toulouse, em maio de 1304, a fim de participar no Capítulo Geral que iria proceder à eleição do sucessor de Bernardo de Jusix, mas logo na primeira sessão renunciou, com o consentimento do papa ao seu cargo, e votou. Tal demonstração de humildade muito terá contribuído para a sua eleição unânime como Mestre Geral.

## Mestre Geral
A sua primeira preocupação foi o de regular os planos de estudos nas províncias onde existia maior resistência á presença dos mendicantes. Estabeleceu definitivamente os diferentes requisitos para os graus académicos dentro da Ordem. Encorajou vivamente o estudo das ciências naturais, bem como as línguas orientais. Em 1309 o Papa Clemente IV encarregou-o de estudar as acusações levantadas contra os Templários, nada tendo encontrado com especial significado. Em 1310 foi chamado a participar no Concílio de Viena, o qual se debruçaria sobre o processo dos Templários. Entretanto, para não ter de confrontar-se com a posição do papa Clemente IV, que à viva força pretendia condenar aquela ordem, resignou ao seu cargo. Dessa forma, evitou ter de agir contra a sua consciência. 
Foi autor de um tratado contra as heresias do seu tempo, bem como escreveu vários livros sobre moral, dogmática e questões escolásticas, nenhuma das quais chegou aos nossos dias.
Como homem instruído, teve contacto com os intelectuais do seu tempo. Pietro Crescenzio de Bolonha completou o seu "De Re Rustica". As cartas de Aymeric podem ser encontradas em "Litterae Encyclicae Magistrorum Generalium Ord. Praed." (Ed. Reichert, Roma, 1900), que forma o quinto volume do "Monumenta Hist. Fratr. Praed." (181-202).